# チャールズ・フェファーマン
チャールズ・ルイス・フェファーマン（Charles Louis Fefferman, 1949年4月18日 - ）は、アメリカの数学者。プリンストン大学に在職。

## 経歴
ワシントンD.C.生まれ。15歳の時、最初の論文をドイツ語で発表し、17歳でメリーランド大学を卒業。20歳でプリンストン大学でPh.D.を取得。会社員を経て、22歳でシカゴ大学で正教授（米国史上最年少）に就き、24歳からプリンストン大学に在職。1978年、29歳でフィールズ賞を受賞。
主な業績は多変数複素解析における研究。

## 受賞歴
- 1976年 アラン・T・ウォーターマン賞
- 1978年 フィールズ賞
- 2017年 ウルフ賞数学部門
- 2021年 BBVA Foundation Frontiers of Knowledge Award